# Du Boissingularitet
Inom matematiken är  Du Boissingulariteter vissa singulariteter av komplexa algebraiska varieteter studerade av Du Bois (1981). 
Schwede (2007) gav följande karaktärisering av Du Boissingulariteter. Anta att {\displaystyle X} är ett reducerat slutet delschema av ett slätt schema {\displaystyle Y}. Välj en log-resolution {\displaystyle \pi :Z\to X} av {\displaystyle X} i {\displaystyle Y} som är en isomorfi utanför {\displaystyle X}, och låt {\displaystyle E} vara den reducerade prebilden av {\displaystyle X} i {\displaystyle Z}. Då har {\displaystyle X} Du Boissingulariteter om och bara om dn inducerade avbildningen {\displaystyle {\mathcal {O}}_{X}\to R\pi _{*}{\mathcal {O}}_{E}} är en kvasiisomorfi.

### Allmänna källor
- Du Bois, Philippe (1981), ”Complexe de de Rham filtré d'une variété singulière”, Bulletin de la Société Mathématique de France 109 (1):  41–81, ISSN 0037-9484, http://www.numdam.org/item?id=BSMF_1981__109__41_0
- Schwede, Karl (2007), ”A simple characterization of Du Bois singularities”, Compositio Mathematica 143 (4):  813–828, doi:10.1112/S0010437X07003004, ISSN 0010-437X, http://journals.cambridge.org/production/action/cjoGetFulltext?fulltextid=1207976